# Żółć

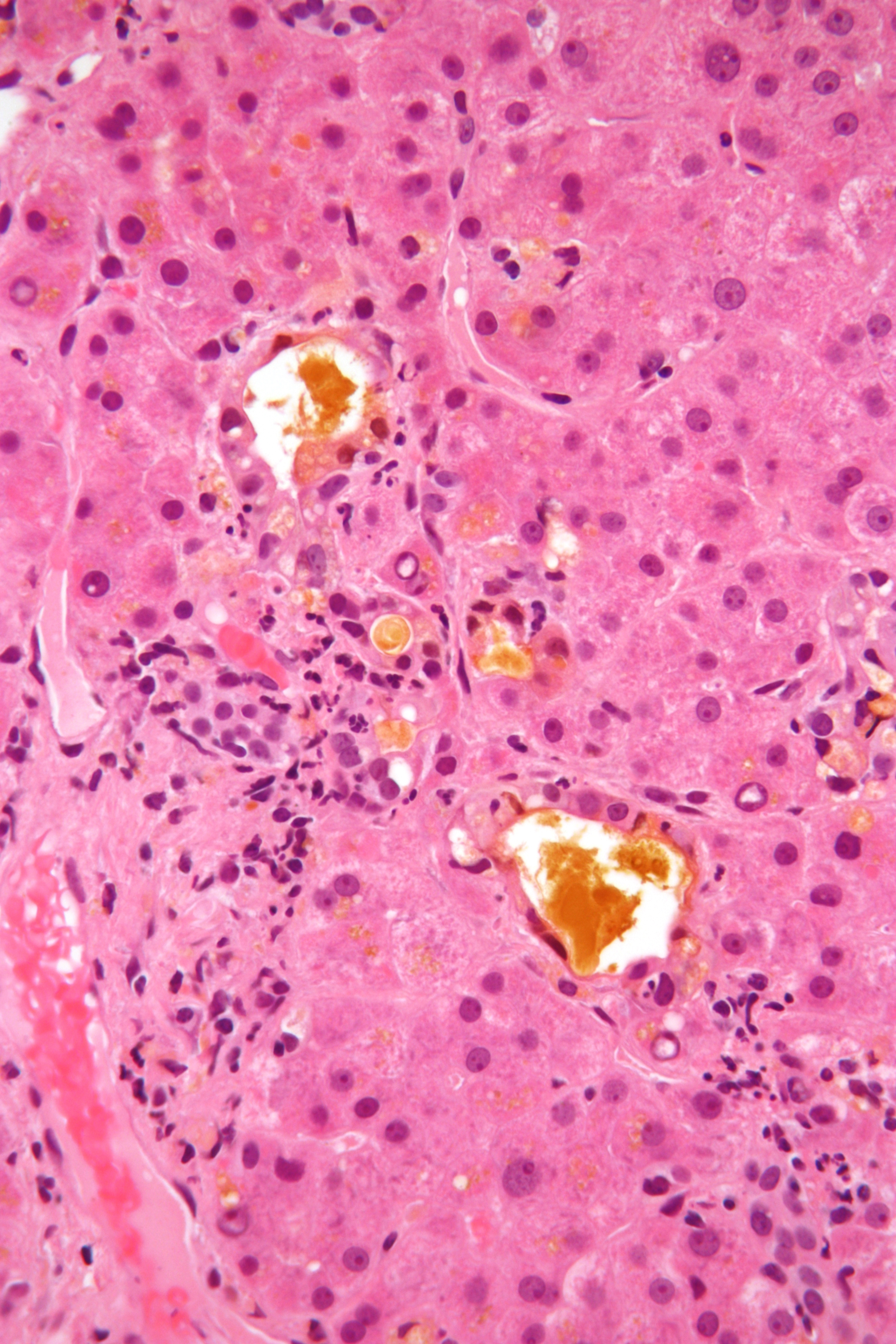
Cholestaza – bioptat wątroby barwiony hematoksyliną i eozyną (żółć widoczna w kanalikach oraz w hepatocytach)

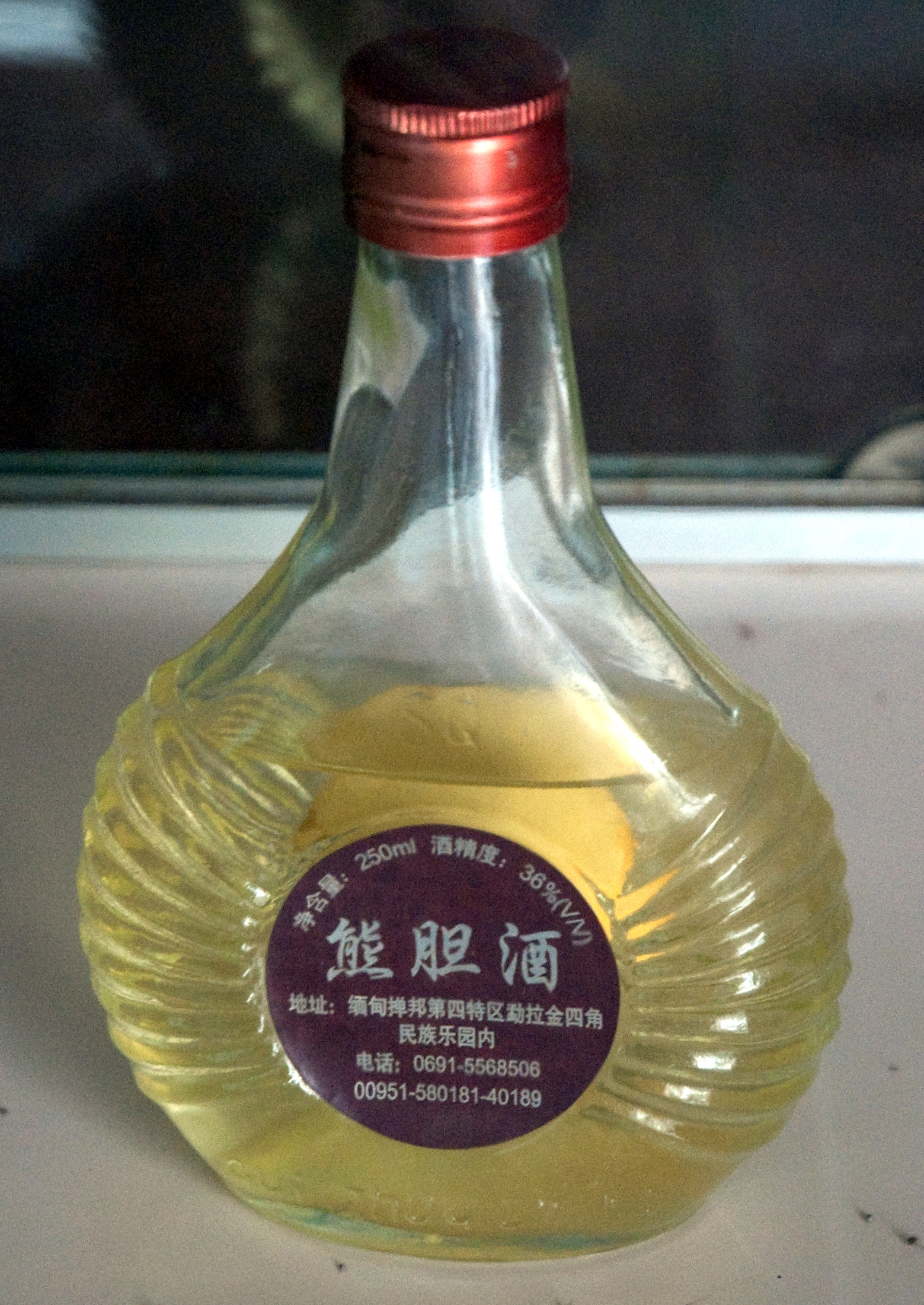
Preparat zawierający żółć biruanga malajskiego (niedźwiedzia malajskiego)

Żółć (łac. bilis lub fel, gr. chole) – płynna wydzielina wątroby kręgowców uczestnicząca w trawieniu i wchłanianiu tłuszczów.
Żółć wspomaga trawienie poprzez udział w rozkładzie tłuszczów oraz poprzez zapewnienie optymalnego pH dla enzymów trzustkowych i enzymów jelitowych.
Jest to wodny roztwór o brunatnożółtej lub zielonej barwie i gorzkim smaku.
Jest wytwarzana przez hepatocyty, z których zostaje wydzielona jako żółć kanalikowa. Zawiera kwasy żółciowe, fosfolipidy, pozostałości błony komórkowej, cholesterol oraz produkty rozkładu porfiryn hemu – barwniki żółciowe (np. bilirubina), a także leki i toksyny. Nabłonek kanalików wyprowadzających zmienia skład żółci, wzbogacając ją o dwuwęglany, elektrolity i wodę.
Kanalikami żółć dostaje się do pęcherzyka żółciowego, gdzie jest odwadniana i magazynowana. Treść pokarmowa bogata w tłuszcze powoduje uwolnienie żółci z pęcherzyka do dwunastnicy. Uczestniczy w tym cholecystokinina. Sekretyna pobudza wydzielanie dwuwęglanów i wody w przewodach wyprowadzających.